# Dushan Wegner
Dushan Wegner (geboren als Dušan Grzeszczyk 1974 in der Tschechoslowakei) ist Publizist, Videojournalist und Politikberater.

## Leben
Dushan Wegner emigrierte im Alter von zwei Jahren mit seiner polnisch-deutschstämmigen Familie aus der Tschechoslowakei nach Australien. Dort ließ die Familie ihren Namen von Grzeszczyk in Wegner ändern, den Geburtsnamen seiner deutschen Großmutter. Seine Familie zog mit ihm nach Deutschland, als er sechs Jahre alt war.
Er studierte zunächst Theologie, wechselte später zur Philosophie und erwarb einen Magister in Köln. Anschließend war er als Programmierer in der New Economy tätig und absolvierte eine Ausbildung zum Videojournalisten. Nach einiger Zeit in der Politik ist Wegner inzwischen Texter sowie Autor und hält Seminare zur politischen Sprache. Er schrieb mehrere Bücher und veröffentlicht regelmäßig bei Online-Formaten wie Tichys Einblick und der Achse des Guten.
Wegner lebt mit seiner Frau und seinen zwei Kindern in Köln.

## Bücher
- Online-Video. So gestalten Sie Video-Podcasts und Online-Filme – technisch und journalistisch, dpunkt, 2008, ISBN 978-3-89864-496-9.
- Der Videojournalist. Wie man mit DV-Kamera und Computer erfolgreich für das Fernsehen arbeitet (mit Andreas A. Reil), Mediabook, 2009, ISBN 978-3-932972-16-4.
- Talkingpoints oder die Sprache der Macht: Mit welchen Tricks Politiker die öffentliche Meinung steuern. Westend, 2015, ISBN 978-3-86489-095-6.
- Der Fuchs will Frieden: Fabel, Tolino, 2017.
- Warteraum 254, Selbstverlag, 2017, ISBN 978-1-9735-8645-6.
- Relevante Strukturen, Selbstverlag, 2017, ISBN 978-1-9734-1882-5.
- Die Kunst, nicht verrückt zu werden: Essays 2018, erste Sammlung, Selbstverlag, 2018, ISBN 978-1-9830-4372-7.
- Nie wieder: Essays, 2. Sammlung 2018, Selbstverlag, 2018, ISBN 978-1-7291-7360-2.